# Witalij Borisow
Witalij Borisow, ros. Виталий Борисов (ur. 1 września 1990 w Penzie) – rosyjski pływak, specjalizujący się w stylu grzbietowym.
Wicemistrz Europy z Budapesztu w sztafecie 4 x 100 m stylem zmiennym, 2-krotny wicemistrz Europy na basenie 25 m.